# شهرستان والووا (اورگن)
شهرستان والووا، اورگن (به انگلیسی: Wallowa County, Oregon) شهرستانی در ایالات متحده آمریکا است که در اورگن واقع شده‌است.

## خصوصیات
شهرستان والووا ۸٬۱۶۳٫۶۹ کیلومترمربع مساحت دارد.